# Landesregierung Peter Mohr Dam II

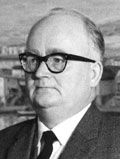
Petur Mohr Dam

Die zweite Landesregierung mit Petur Mohr Dam als Ministerpräsident an der Spitze war die sechste Regierung der Färöer nach Erlangung der inneren Selbstverwaltung (heimastýri) im Jahr 1948.
Es war zugleich die zweite Regierung mit einem sozialdemokratischen Ministerpräsidenten.

## Regierung
Die Regierung bestand vom 12. Januar 1967 bis zum 19. November 1968. Es war wie bei der ersten sozialdemokratisch geführten Regierung eine Koalition aus Javnaðarflokkurin, Sambandsflokkurin und Sjálvstýrisflokkurin.
Petur Mohr Dam vom Javnaðarflokkurin führte als Ministerpräsident die Regierung an.
Dazu war er noch Minister für Auswärtiges, Gesundheit, Verkehr und Industrie.
Kristian Djurhuus vom Fólkaflokkurin war stellvertretender Ministerpräsident sowie Minister für Finanzen, Landwirtschaft und Fischerei.
Sámal Petersen vom Sjálvstýrisflokkurin war Minister für Kommunales, Kultur und Bildung.
Als Petur Mohr Dam elf Monate nach der Regierungsübernahme Anfang November 1968 starb, bildete der bis dahin stellvertretende Ministerpräsident Kristian Djurhuus seine dritte Regierung.

## Mitglieder
Mitglieder der Landesregierung Petur Mohr Dam II vom 12. Januar 1967 bis zum 19. November 1968:
| Aufgabenbereich                                                            | Minister          | Minister | Partei                   |
| -------------------------------------------------------------------------- | ----------------- | -------- | ------------------------ |
| Ministerpräsident (Løgmaður) Auswärtiges, Gesundheit, Verkehr u. Industrie | Petur Mohr Dam    |          | C – Javnaðarflokkurin    |
| Stellvertr. Ministerpräsident Finanzen, Landwirtschaft und Fischerei       | Kristian Djurhuus |          | B – Sambandsflokkurin    |
| Kommunales, Kultur und Bildung                                             | Sámal Petersen    |          | D – Sjálvstýrisflokkurin |